# Campeonato Mundial de Piragüismo en Kayak de Mar de 2021
El V Campeonato Mundial de Piragüismo en Kayak de Mar se celebró en Lanzarote (España) en 2021 bajo la organización de la Federación Internacional de Piragüismo (ICF).

## Resultados
| Evento       | Oro                     | Plata                       | Bronce                |
| ------------ | ----------------------- | --------------------------- | --------------------- |
| K1 masculino | Justo Roldan · España   | Gordan Harbrecht · Alemania | Victor Doux Francia   |
| K1 femenino  | Michelle Burn Sudáfrica | Ana Swetish Estados Unidos  | Judit Vergés · España |

## Medallero
| Núm. | País           | Oro | Plata | Bronce | Total |
| ---- | -------------- | --- | ----- | ------ | ----- |
| 1    | Sudáfrica      | 2   | 0     | 0      | 2     |
| 2    | Nueva Zelanda  | 1   | 0     | 1      | 2     |
| 3    | Alemania       | 0   | 1     | 0      | 1     |
| 3    | Estados Unidos | 0   | 1     | 0      | 1     |
| 5    | España         | 0   | 0     | 1      | 1     |
| 5    | Francia        | 0   | 0     | 1      | 1     |
|      | TOTAL          | 2   | 2     | 2      | 6     |